# Chevrolet Lakewood
La Chevrolet Lakewood est une voiture familiale à 4 portes produite par Chevrolet pour l'année modèle 1961. 
Chevrolet a abandonné les noms « x-wood » pour leurs modèles break à la fin de 1961 afin que les break Corvair de 1962 ne conservent pas le nom de Lakewood. En apparence et sur le plan technique, il ressemblait au Volkswagen Type 3 Squareback, mais la puissance provenait du moteur Chevrolet Turbo-Air 6 monté à l'arrière de la Corvair avec 146 pouces cubes de déplacement qui développé 80 ch à 4 400 tr/min. Le break Corvair a été construit sur la même monocoque que les autres berlines Corvair avec un empattement de 108 pouces. La transmission standard était une boîte-pont à 3 vitesses manuelles.
En 1961, le Lakewood était disponible en version de base Corvair Lakewood 500 et en finition haut de gamme nommé Corvair Lakewood 700. En 1962, le niveau de finition de base s'appelait Corvair Deluxe série 700 et le modèle haut de gamme était le Corvair Monza série 900. Le groupe motopropulseur « uni-pak » de la série 900 était le même que toutes les autres Corvair. Une option couramment commandée sur les Corvair breaks était le moteur de 84 ch connecté à une boîte-pont automatique Powerglide à 2 vitesses. 
La production du Corvair break s'est terminée au 1er trimestre de l'année civile 1962 pour faire place au nouveau style de carrosserie Monza Convertible. En deux ans, 32 120 breaks ont été fabriqués. Seulement 2 362 d'entre eux (année modèle 1962 uniquement) étaient des modèles Monza break. Le Lakewood 700 de 1961 était le plus populaire avec 20 451 exemplaires (64 % de tous les break produits)

## Variations
Toutes les Corvair de 1961 sont disponibles dans l'une des 15 couleurs de peinture disponibles. Tous les breaks de 1961 avaient un revêtement de sol en caoutchouc sur la série 700 dont la couleur était assortie à l'intérieur. La série Monza 900 était disponible avec des sièges baquets en option (en supplément). La série haut de gamme Monza comprenait de la moquette et des garnitures lumineuses à l'intérieur. De nombreuses options étaient disponibles pour les modèles break comme pour la Corvair berline. Cela comprenait une transmission à 4 vitesses, un moteur à puissance plus élevé, ainsi que des options de confort et de commodité.